# Vicente Cano Manuel Ramírez de Arellano
Vicente Cano Manuel Ramírez de Arellano (Chinchilla de Monte-Aragón, 6 de setembre de 1774 - Madrid, 9 de gener de 1838) va ser un jurista i polític espanyol, ministre durant el trienni liberal i president del Tribunal Suprem d'Espanya.

## Biografia
Milità en el liberalisme, va estudiar filosofia i dret al Seminari de San Fulgencio de Múrcia. Era germà d'Antonio Cano Manuel Ramírez de Arellano que havia estat secretari del Despatx de Gracia i Justícia en la Guerra del francès. Va ser alcalde del crim i oïdor de la Reial Audiència i Cancelleria de Granada de 1794 a 1801. Durant la guerra del francès fou elegit diputat per Múrcia a les Corts de Cadis i va ser president del Congrés del 24 d'abril al 23 de maig de 1811.
Durant el Trienni Liberal va ser  ministre de Gracia i Justícia entre 1821 i 1822. En la regència de Maria Cristina de Borbó-Dues Sicílies va ser diputat per Albacete de 1834 a 1836 i president del Tribunal Suprem d'Espanya entre 1834 i 1838, any de la seva defunció.